# Monster in My Pocket
Monster in My Pocket — проект компании Morrison Entertainment Group, запущенный в 1990 году и возглавляемый Джо Моррисоном и Джоном Уимсом (бывшими руководителями компании Mattel), фокусировавшийся на использовании персонажей различных мифологий, религий, литературной и научной фантастики, криптозоологии и различных паранормальных явлений. для выпуска коллекционных фигурок 
и карточек
, комиксов, книг, игрушек, настольных и видеоигр
, мультфильмов
, а также музыки, одежды, наклеек и тд.

## Персонажи
В сериях фигурирует по меньшей мере 229 различных монстров, хотя информация о поздних выпусках весьма отрывочна. Ниже приведён список монстров, включённых в первые 4 серии (выпущены как фигурки, стикеры и тд.). Последующие серии потеряли первоначальную концепцию.
Серия 1
- Баба-Яга
- Бехемот
- Бигфут
- Василиск
- Ведьма
- Вендиго
- Вампир
- Вампирша
- Волколак
- Гремлин
- Грифон
- Гарпия
- Гуль
- Гоблин
- Джек-прыгун
- Дженни Хэнивер
- Ётун-тролль
- Зверь Апокалипсиса
- Зомби
- Кали
- Карнак
- Катоблепас
- Квазимодо
- Коатликуэ
- Кракен
- Красный колпак
- Крылатая пантера
- Лернейская гидра
- Мантикора
- Медуза Горгона
- Мумия
- Огр
- Привидение
- Призрак Оперы
- Рух
- Скелет
- Сумасшедший учёный
- Тираннозавр
- Тритон
- Тэнгу
- Харон
- Химера
- Хобгоблин
- Цербер
- Циклоп
- Человек-невидимка
- Чудовище
- Чудовище Франкенштейна

Серия 2
- Бармаглот
- Болотное чудовище
- Ганеша
- Горгулья
- Голем
- Дракон
- Древняя Горгона
- Дриада
- Имир
- Колдун
- Кровавые кости
- Локтевая ведьма
- Лох-несское чудовище
- Минотавр
- Морской епископ
- Мэрроу
- НукелАви
- Себек
- Спектр
- Тараск
- Ундина
- Херн-Охотник
- Человек-скорпион
- Эктоплазменный фантом

Серия 3 — Exclusives
- Амфисбена
- Анку (не издан)
- Анубис
- Ахелой (не издан)
- Баньши (не издан)
- Баш-Челик (не издан)
- Блеммия
- Боггарт (не издан)
- Всадник без головы (не издан)
- Грендель (не издан)
- Джимми Квадратная Нога
- Джинн (не издан)
- Джинн-оборотень (не издан)
- Жеводанский зверь (не издан)
- Иеракосфинкс (не издан)
- Катарина (не издан)
- Кентавр
- Левиафан
- Оробас
- Сирена
- Снежный человек
- Сциопод (не издан)
- Талос (не издан)
- Тролль (не издан)
- Ходаг (не издан)

Серия 4 — Super Scary
- Aлу
- Астарот (фактически — Баал)
- Бука
- Бугимэн («Туалетный монстр»)
- Вурдалак
- Гилян
- Громодол
- Диббук
- Друд
- Дьявол из Джерси
- Ежэнь
- Зелёнозубая Дженни
- Имп
- Ламия
- Mad Gasser of Mattoon
- Кристофер Слогтерфорд
- Полтергейст
- Смотритель Могил
- Умибодзу
- Фахан
- Хануман
- Хару
- Хунган
- Яма